# Xã Clay, Quận Huntingdon, Pennsylvania
Xã Clay (tiếng Anh: Clay Township) là một xã thuộc quận Huntingdon, tiểu bang Pennsylvania, Hoa Kỳ. Năm 2010, dân số của xã này là 926 người.